# Homer Goes to College
"Homer Goes to College" är avsnitt tre från säsong fem av Simpsons. Avsnittet sändes på Fox den 14 oktober 1993. I avsnittet tvingas Homer gå en collegeutbildning för att få behålla sitt jobb. När Homer börjar studera upptäcker han att skolan inte är som de beskrivit i filmerna och han tror att det är dekanusen som har fått studenterna att tappa sin livsglädje. Homer är inte en av de bästa studenter som skolan haft så dekanusen låter skolans tre största nördar hjälpa honom med sin utbildning. "Homer Goes to College" regisserades av Jim Reardon och skrevs av Conan O'Brien som fick lämna serien halvvägs i produkten för att börja som programledare för Late Night with Conan O'Brien. 

## Handling
Nuclear Regulatory Commission, den amerikanska kärnkraftinspektionen gör ett oanmält besök på Springfields kärnkraftverk. De låter Homer utföra en simulation av en nödsituation och han råkar av misstag starta en riktig härdsmälta i simulatorn. Som tur blev det ingen större läcka och ingen skadades. De upptäcker att Homer saknar collegeutbildning i kärnfysik och inspektörerna tvingar honom genomföra utbildningen för att behålla sitt jobb. Homer söker till alla collegeskolor i området men kommer inte in, då han berättar det för Mr. Burns mutar han in Homer till Springfield University.
Homer upptäcker att college inte är som filmerna School of Hard Knockers och Deltagänget och Homer tror att skolans dekanus, Dean Peterson som är den som har släckt studenterna livsglädje. Homer börjar sin utbildning och när han demonstrerar hur en partikelaccelerator fungerar för klassen råkar han göra en ny härdsmälta. Dean Peterson skickar därför Homer till tre av skolans bästa elever för få stöd Benjamin, Doug och Gary som är nördar. Homer gillar dem trots att han hatar nördar. Homer berättar för sina nya kamrater att han ska göra dem till skolans hjältar och Bart kommer med en idé över vad de ska göra, de ska kidnappa Springfield A&M Universitys maskot, grisen Sir Oinks-a-lot. Kidnappningen lyckas men då Dean upptäcker grisen ensam tillsammans med Benjamin, Doug och Gary reglerar han dem. Homer tycker synd om dem och låter dem flytta in till honom. 
Resten av familjen blir dock snabbt trötta och irriterade på Homers nya vänner så Homer tänker ut en plan för att få tillbaka sina vänner till campus. Homer tänker köra på Dean Peterson med sin bil, men låter sina vänner rädda honom i sista stund. Planen misslyckas då Homer kör på Dean innan nördarna hinner rädda honom. Dean får åka till sjukhuset där Homer inser att det var hans idé att kidnappa grisen. Dean bestämmer sig därför att stryka ett streck över deras upptåg och låter Benjamin, Doug och Gary börjar i skolan igen. Homer upptäcker sen att nästa dag är det dags för examen och han har inte hunnit plugga, nördarna börjar då hjälpa Homer att plugga inför provet. Trots att Homer sitter uppe hela natten och pluggar får han underkänt. Nördarna berättar då att de kan ändra betyget i datorn och Homer låter dem göra det så han får högsta betyg på pappret. Marge upptäcker fusket och tvingar Homer att göra om utbildningen för att vara ett bra exempel för Bart. Homer berättar då för nördarna att det betyder att det är dags att partaja igen och bildspel från Homers fortsätta collegeliv visas.

## Produktion
"Homer Goes to College" skrevs av Conan O'Brien som fick jobbet som programledare för Late Night with Conan O'Brien halvvägs in i inspelningen för avsnittet vilket gjorde att han inte kunde medverka i halva produktionsarbetet. Hans ursprungliga idé var att Homer skulle börjar på college och basera hans bild  av college på Deltagänget.  De tre nördarna Benjamin, Doug och Gary är baserat på tre nördar som gick i samma collegekorridor som O'Brien. Producenterna från Fox ville ha "Homer Goes to College" som säsongspremiär men författarna ansåg att "Homer's Barbershop Quartet" skulle vara än bättre så  det avsnittet valdes. När Homer bränner upp sitt High School-diplom sjunger han att han är smart, när han bokstaverar ordet smart missar han bokstaven A vilket var ett misstag av Dan Castellaneta när de spelade in replikerna.. Jim Reardon regisserades avsnittet. När animatörerna designande Benjamin gjorde de en afro-amerikanskt utseende av Rich Moore.

## Kulturella referenser
Avsnittet innehåller låten "Louie Louie" vilket även spelades upp i Deltagänget. Soffskämtet är en referens till The Foot of Cupid. Benjamin, Doug och Gary säger att de är experter på Monty Python och de gör ett nummer av Knights Who Say Ni. Nördarna och Homer spelar i avsnittet Dungeons & Dragons och nördarna säger att de kan mycket om Star Trek. Deras rumsnummer är 222 som är en referens till Room 222. Homer sätter upp en poster av Albert Einstein och W. C. Fields i sitt sovrum när han börjat på college. Avsnittet innehåller det första Internet-referensen i serien, det är nördarna använder familjen Simpsons telefonnät till modemet. När Mr. Burns bad Homer hitta jadeapan är det en referens till Riddarfalken från Malta. När Burns försöker muta inspektörerna med en tvättmaskin och torktumlare eller innehåller i en låda är det en referens till Let's Make a Deal. Då Mr. Burns försöker fly är kapseln en referens till Stjärnornas krig. När Mr. Burns försöker muta in Homer genom att slå ner medlemmarna i uttagningskommitén är det en referens till De omutbara. När Homer studerar inför examen är en scen en referens till Ludovico technique i A Clockwork Orange.

## Mottagande
Avsnittet hamnande på plats 44 över de mest sedda programmen under veckan med en Nielsen ratings på 11,3 vilket ger 10,5 miljoner hushåll och var det mest sedda programmet på Fox under veckan med lika många tittare som Beverly Hills, 90210. I boken I Can't Believe It's a Bigger and Better Updated Unofficial Simpsons Guide har Warren Martyn och Adrian Wood skrivit att de gillar avsnittet och att den är en av de där Homer varit mest korkad och de gillar hans inställning till skolan och att dekanusen har tappat elevernas glädje. Thomas Rozwadowski har i Green Bay Press-Gazette kallat Homers beskrivning av grissvansen som ett genast minnesvärt ögonblick. Colin Jacobson från DVD Movie Guide har kallat avsnittet lite sämre än "Homer's Barbershop Quartet" och "Cape Feare" som är hans favoriter från säsongen, men avsnittet är inte meningslöst. Han har beskrivit att avsnittet börjar långsamt men har ett högt tempo på slutet och nämner att den innehåller några roliga ögonblick över Homers idioti. Referenserna till ”De omutbara” har hamnat på plats 13 över de bästa filmreferenserna i serien av Nathan Ditu hos Total Film.